# Palacio de los marqueses de Villel
El palacio de los Marqueses de Villel o palacio de los Funes es un palacio situado en la localidad guadalajareña de Molina de Aragón (España).  Se trata de un edificio del siglo XVIII pero que recuerda los palacios renacentistas aragoneses.
Su fachada muestra el escudo nobiliario de la familia sobre la portada arquitrabada situada en el centro de la fachada principal; sobre el escudo se abre también un balcón. El dintel de sillería y la jamba cuentan con abultados almohadillados de estilo barroco. Cuenta con una galería de arquillos de estilo aragonés y un alero pronunciado.